# Leonora Baroni
Leonora Baroni (Màntua, desembre de 1611 - Roma, 6 d'abril de 1670) va ser una cantant, tiorbista, llautista, violista i compositora italiana.

## Biografia
Va néixer a la cort dels Gonzaga de Màntua, filla d'⁣Adriana Basile, una cantant virtuosa, i de Mutio Baroni. Va cantar al costat de la seva mare i la seva germana Caterina a la cort i a tot Itàlia, incloses ciutats com Nàpols, Gènova i Florència. Era admirada no només per la seva habilitat com a música, en la qual gairebé eclipsava la seva mare, sinó també pel seu aprenentatge i maneres refinades. Baroni va ser homenatjada per poetes com Fulvio Testi i Francesco Bracciolini, que li van adreçar poemes, igual que alguns nobles, com Annibale Bentivoglio i el, llavors cardenal, papa Climent IX. Aquests poemes van ser recollits i publicats com a Applausi poetici alle glorie della Signora Leonora Baroni el 1639 i reimpresos el 1641. John Milton més tard li va escriure una sèrie d'⁣epigrames, titulats Ad Leonoram Romae canentem.
El 1633, Baroni es va traslladar amb la seva mare a Roma, on va cantar en molts salons del Palazzo Barberini. El 27 de maig de 1640 Baroni es va casar amb Giulio Cesare Castellani, secretari personal del cardenal Francesco Barberini.
El febrer de 1644 es va traslladar breument a la cort francesa d'Anna d'Àustria, però l'abril de 1645 va tornar a Roma, on era cantant de cambra. Pel que sembla, no era admirada a París, potser perquè el seu estil italià de cant ornamentat era massa estrany en aquella cort.
Cap de les composicions de Baroni sobreviu, però el company de viatge i violista francès André Maugars va esmentar les seves composicions mentre elogiava la comprensió musical del seu cant.
En morir, al 1670, va ser enterrada, al costat del seu marit, a l'església de Santa Maria della Scala, a Roma.